# کوین گودلی
کوین گودلی (انگلیسی: Kevin Godley؛ زادهٔ ۷ اکتبر ۱۹۴۵) خواننده، ترانه‌سرا، نوازنده درامز  و کارگردان موزیک ویدئو اهل بریتانیا است. وی از سال ۱۹۷۰ میلادی تاکنون مشغول فعالیت بوده‌است.